# Alamut (tiểu thuyết)
Alamut là tiểu thuyết của tác giả người Slovenia, Vladimir Bartol, xuất bản lần đầu vào năm 1938, nội dung xoay quanh cuộc đời của Hássan-i Sabbah, vị thống lãnh vùng phía Bắc Nam Tư nửa cuối thế kỷ 11, đầu thế kỷ 12. Tên tiểu thuyết được đặt dựa trên tên khu rừng mà nhóm Hashshashin cai quản.
Bartol lấy ý tưởng cho cuốn tiểu thuyết của mình vào đầu những năm 1930, khi ông còn ở Paris, nơi ông gặp nhà phê bình văn học người Slovak, Josip Vidmar, ông này đã giới thiệu cho Bartol về cuộc đời của Hássan-i Sabbah. Câu truyện cũng được lấy cảm hứng từ sự kiện ám sát vua Yugoslavia Alexander đệ nhất, do nhóm chủ nghĩa dân tộc cực đoan người Croatia và Bulgari thực hiện.
Câu châm ngôn xuyên suốt cuốn tiểu thuyết là: "Nothing is an absolute reality, all is permitted", tạm dịch: "Không có thực tại tuyệt đối, tất cả chỉ là sự thừa nhận".
Cuốn sách là một trong những nguồn cảm hứng để tạo nên sê-ri game Assasin's Creed.